# Aquilaria subintegra
Aquilaria subintegra är en tibastväxtart som beskrevs av Ding Hou. Aquilaria subintegra ingår i släktet Aquilaria och familjen tibastväxter. Inga underarter finns listade i Catalogue of Life.